# 四フッ化二窒素
四フッ化二窒素（しフッかにちっそ、英: Tetrafluorohydrazine）は、化学式N2F4で記される無機化合物。ヒドラジンのアナログであり、四フッ化ヒドラジンとも呼ばれる。常温では無色の気体で、高い反応性を持つ。有機物の存在下で爆発する。
四フッ化二窒素は三フッ化窒素と鉄またはフッ化鉄(II)を反応させて得られ、三フッ化窒素製造時に二フッ化二窒素とともに不純物として生じる。有機合成化学の前駆体や触媒、窒素源として用いられる。
1959年にはロケットエンジンの推進剤として考えられたが、この用途では使用されていない。